# 邛崃市
邛崃市位于中华人民共和国四川省成都平原西南部，是成都市代管的一个县级市，距成都市区65公里。常住人口約60.5萬人，市政府所在地为临邛镇。邛崃有2300多年的筑城史，是巴蜀四大古城之一。

## 历史沿革
- 秦惠文王公元九年（前316年）于今邛崃临邛镇筑临邛城。
- 即蜀郡太守公孙述设署临邛，主持营建新城，称为公孙城。
- 元归嘉定州。明复升为州。清依明称邛州。民国改县，更名邛崃。
- 1950年1月16日邛崃县人民政府成立，先后隶属眉山专区、温江地区。
- 1983年5月，温江地区与成都市合并，邛崃县归成都市管辖。
- 1994年6月6日，经国务院批准，撤县设邛崃市（县级）。

## 地理
邛崃地处成都平原的西南边缘地带，东部及北部平坦，南部浅丘连绵，中部西北是浅丘与西部山区间的过渡带。西部为龙门山南段延伸山系，地势起伏较大。

## 人口
根据第七次全国人口普查结果，2020 年11 月1 日 零时全市人口的基本情况公布如下：全市常住人口为602973人。
根据中华人民共和国2010年第六次人口普查结果显示邛崃全域户籍人口约为61.3万人，而2000年第五次人口普查的数据为63.16万，表明邛崃约在2000年以后人口已经呈现负增长，呈逐年递减趋势，是中国较早开始人口负增长的县级行政单位。

## 经济
邛崃经济在成都各区市县当中处于相对较弱的水平，经济发展后劲不足。在四川省统计局每年发布的涉及四川近180个县级行政单位的县域经济排名中邛崃比较稳定排在四十多位，但在与邛崃先天条件相近的22个平原县中，邛崃长期处于排名的末段。

## 行政区划
邛崃市下辖6个街道办事处、8个镇：
文君街道、临邛街道、固驿街道、羊安街道、高埂街道、孔明街道、桑园镇、平乐镇、夹关镇、火井镇、临济镇、天台山镇、南宝山镇和大同镇。

## 交通

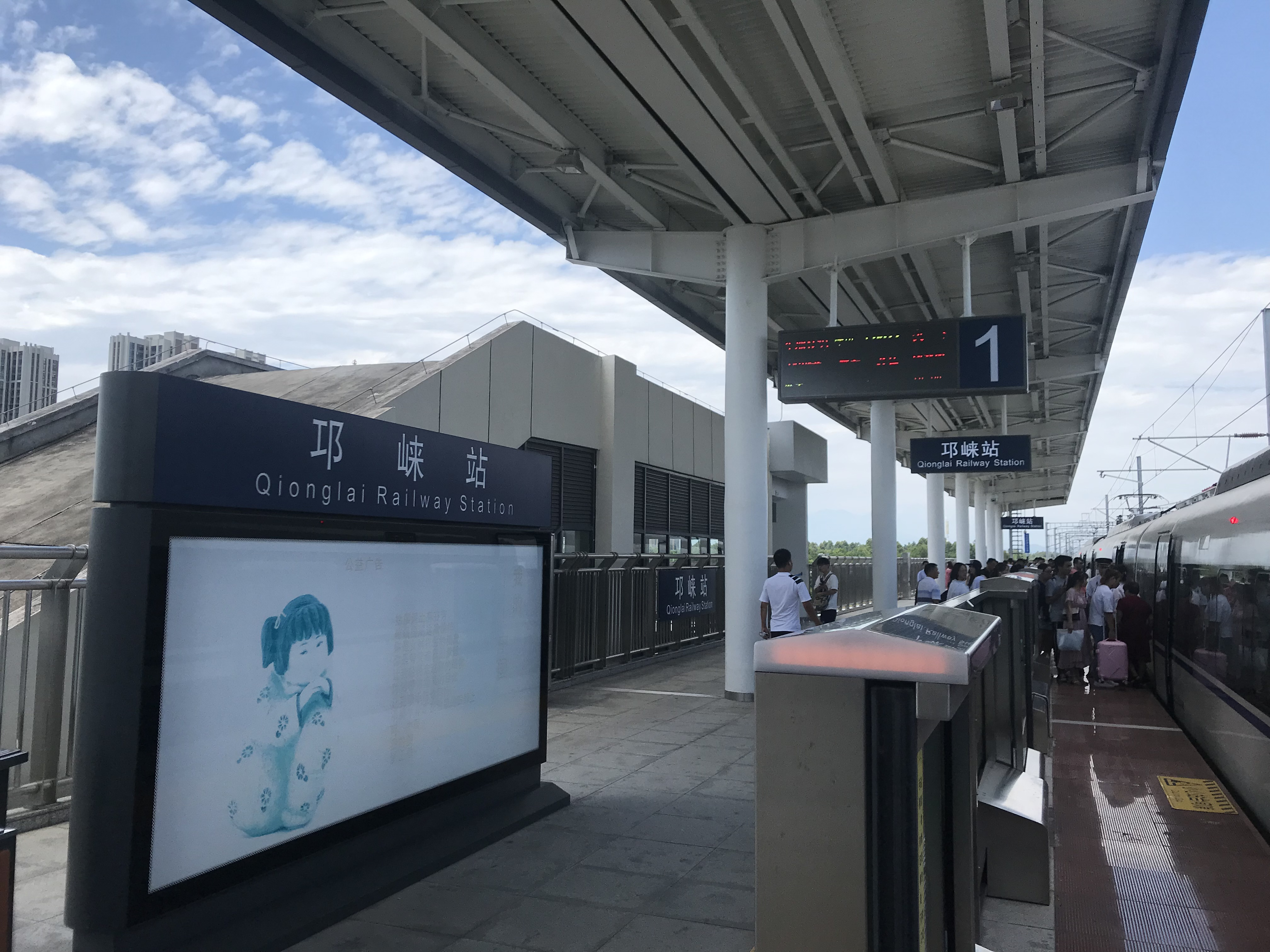
成雅铁路邛崃站

成名高速（成温邛高速公路）和成新邛高等级公路横贯其境， 成名高速（邛名高速公路）已建成通车，可直达名山县后汇入 成雅高速。成新蒲快速通道已经通车。新邛路扩建已接近尾声。
- 318国道

## 特产
- 文君酒：西汉年间，卓文君与司马相如在邛崃琴音相通，当垆卖酒，演绎了一段千古佳话。邛崃为中国最大原装白酒生产基地。

- 邛崃黑茶、邛崃黑猪、邛酒：中国地理标志产品。

- 邛竹杖：张骞出使西域曾見过。

## 风景名胜

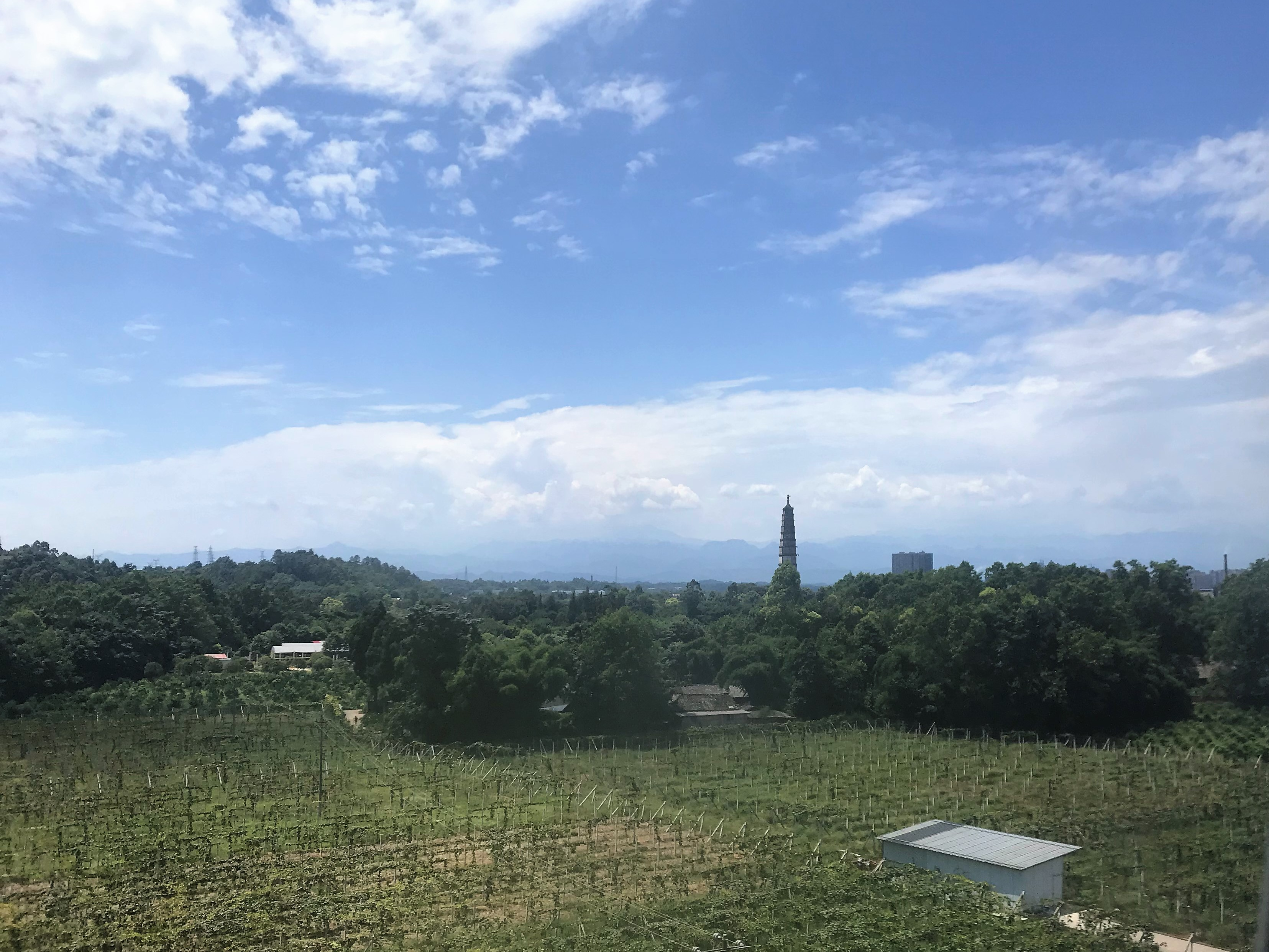
回澜塔

- 天台山国家级森林公园
- 五彩广场
- 竹溪湖水库
- 平乐古镇
- 南宋石塔寺(高何鎮)
- 天府紅谷-耕讀桃源
- 源窩子-林藏酒莊

## 文物保护单位
全国重点文物保护单位3.5处：什邡堂邛窑遗址、石塔寺石塔、邛崃石窟、茶马古道-平乐骑龙山古道等。
省级文物保护单位11处：文君井、回澜塔、邛崃寺庙建筑群、平乐冶铁遗址、邛崃龙兴寺遗址、平乐李家大院、天宫寺摩崖造像、兴贤塔、乐善桥、天台山石牌坊及照壁、海屋。